# Stanisław Witkowski (zm. ok. 1580)
Stanisław Witkowski herbu Nowina (zm. ok. 1580 roku) – pisarz ziemski i grodzki oświęcimski w 1543 roku.
Poseł na sejm parczewski 1564 roku z województwa krakowskiego.